# Radar khẩu độ tổng hợp giao thoa kế
Ra đa khẩu độ tổng hợp giao thoa (tiếng Anh: interferometric synthetic aperture radar, viết tắt InSAR hay IfSAR) là một kỹ thuật radar được sử dụng trong đo đạc và viễn thám. Phương pháp trắc địa này sử dụng hai hoặc nhiều ra đa khẩu độ (SAR) hình ảnh tổng hợp để tạo ra bản đồ biến dạng bề mặt hoặc độ cao kỹ thuật số, sử dụng sự khác biệt trong các giai đoạn của sóng trở lại với vệ tinh   hoặc máy bay.